# Прапор Ленінградської області
Прапор Ленінградської області є символом Ленінградської області. Прийнято 9 грудня 1997 року.

## Опис
Прапор Ленінградської області являє собою прямокутне полотнище з відношенням довжини до ширини 3:2. У верхній частині прапора розташоване біле поле, що займає 2/3 його ширини. На білому полі в центрі зображений герб Ленінградської області. Габаритна ширина герба на прапорі Ленінградської області повинна становити 2/9 довжини полотнища. У нижній частині прапора по всій довжині у вигляді гострих хвиль розташовані червона смуга, над нею — блакитна смуга, розділені навпіл білої хвилястою смугою, що становить 1/60 ширини полотнища прапора. Зворотна сторона прапора є дзеркальним відображенням його лицьової сторони.